# Фадеев ручей
Фаде́ев руче́й — ручей в Первомайском округе Мурманска и Кольском районе Мурманской области России.
Длина — 12 км.

## Гидрография
Фадеев ручей берёт начало в озере в Кольском районе на высоте 199 м. В верхнем течении протекает в основном в юго-западном направлении. Здесь он проходит 2 небольших озера и принимает несколько малых притоков. После пересечения ручья Восточно-Объездной автодороги (часть трассы «Кола») меняет направление на преимущественно западное. В нижней части течения на небольших участках протекает в коллекторе. На ручье обустроены несколько засыпных мостов на улицах Героев Рыбачьего и Баумана, Кольском проспекте, Прибрежной автодороге (часть трассы «Кола»). У пересечения с Кольским проспектом принимает левый безымянный приток, берущий начало в Глубоком озере. Впадает в Кольский залив Баренцева моря, в 100 м южнее моста через залив.

## Исторические сведения
Ручей, скорее всего, получил название в честь неизвестного промышленника, помора или саама по имени Фадей (Фаддей), который занимался рыболовством в Кольском заливе у устья ручья. По ручью названо одноимённое село Фадеев Ручей, которое было образовано в Кольском районе в 1932 году. В 1934 году в селе на берегу ручья был построен кирпичный завод. В годы советско-финской войны (1939—1940) в селе были организованы воинские части. В 1958 году село было включено в состав Мурманска, став его микрорайоном. По ручью в городе также названа улица Фадеев Ручей в микрорайоне.

## Экология
Ручей сильно загрязнён. Коммунальщики города в нарушение закона осуществляют сброс неочищенных ливневых вод в ручей.